# SeaMonkey
SeaMonkey (МФА ['siː,mʌŋki]) — свободный набор программ для работы в Интернете, включающее веб-браузер, почтовый клиент, адресную книгу, IRC-клиент ChatZilla, HTML-редактор и инструменты для веб-разработчиков (инспектор DOM и отладчик JavaScript). Пользовательский интерфейс построен на языке XUL с использованием CSS, а в качестве языка программирования интерфейса применяется JavaScript.
Координатором разработки является группа «Совет по SeaMonkey» (англ. Seamonkey Council), выделившаяся из Mozilla Foundation. Является прямым продолжением Mozilla Suite.
Существуют официальные сборки SeaMonkey для Linux, Windows и macOS; также существуют неофициальные сторонние сборки некоторых версий для BeOS, Linux для GTK1, x86-64, Fedora; OS/2; Solaris для SPARC и x86.
Благодаря XUL можно использовать различные расширения и темы, что позволяет добиться «родного» внешнего вида в различных окружениях.
Наименование выбрано с целью избежать путаницы с оригинальным Mozilla Suite; 2 июля 2005 года проект получил название «Internet Suite», позже — «SeaMonkey» (поскольку ранее слово «Seamonkey» (со строчной m) использовалось в качестве кодового имени для так и не вышедшего Netscape 6). Несмотря на то что проект стал использовать новое название и нумерацию версий, он был основан на том же движке — Gecko 1.8.
Из известных «пасхальных яиц» в браузере — нажатие Ctrl+Alt+f, которое открывает историческую страничку с веб-камерой, снимающей аквариум с рыбками; камера была установлена в тогда ещё неизвестной фирме Netscape в 1994 году и известна как вторая самая старая веб-камера в WWW.